# Daïra de Beni Snous
La daïra de Beni Snous est une daïra d'Algérie située dans la wilaya de Tlemcen et dont le chef-lieu est la ville éponyme de Beni Snous.

## Localisation
La daïra est située au centre-ouest de la wilaya de Tlemcen.

## Communes de la daïra
La daïra de Beni Snous est composée de trois communes : Beni Snous, Azaïls et Beni Bahdel.